# Optical Transport Networks
OTN - Optical Transport Networks - é uma tecnologia para transporte em redes ópticas. É uma evolução dos padrões SONET/SDH.
A OTN utiliza multiplexação DWDM, em que cada comprimento de onda se comporta como uma fibra em particular.
A OTN é formalizada pela recomendação ITU-T G.872.